# Santolina semidentata
Santolina semidentata é uma espécie de planta com flor pertencente à família Asteraceae. 
A autoridade científica da espécie é Hoffmanns. & Link, tendo sido publicada em Fl. Portug. (Hoffmannsegg) 2: 362. (1820-1834).

## Portugal
Trata-se de uma espécie presente no território português, nomeadamente em Portugal Continental.
Em termos de naturalidade é endémica da Península Ibérica.

## Protecção
Encontra-se protegida por legislação portuguesa ou da Comunidade Europeia, nomeadamente pelo Anexo II e IV da Directiva Habitats.